# Ghoga
Ghoga è una suddivisione dell'India, classificata come census town, di 3.766 abitanti, situata nel distretto di Delhi Nord Ovest, nello territorio federato di Delhi. In base al numero di abitanti la città rientra nella classe VI (meno di 5.000 persone).

## Geografia fisica
La città è situata a 28° 49' 47 N e 77° 03' 17 E.

## Società

### Evoluzione demografica
Al censimento del 2001 la popolazione di Ghoga assommava a 3.766 persone, delle quali 2.032 maschi e 1.734 femmine. I bambini di età inferiore o uguale ai sei anni assommavano a 591, dei quali 343 maschi e 248 femmine. Infine, coloro che erano in grado di saper almeno leggere e scrivere erano 2.545, dei quali 1.512 maschi e 1.033 femmine.